# Hammerstein Ballroom
Pour les articles homonymes, voir Hammerstein (homonymie).
Le Hammerstein Ballroom est une salle de spectacle à deux niveaux de 1100m² située dans les locaux du Manhattan Center à 311 West dans la 34e rue de l'arrondissement de Manhattan à New York. Sa capacité maximale peut atteindre jusqu'à 3500 places. Elle est renommée d'une part par son design et son acoustique uniques ainsi que par les différents spectacles musicaux et manifestations de catch qui s'y sont déroulés.

## Histoire
Construite en 1906 par Oscar Hammerstein I, cette salle, dénommée alors Manhattan Opera House, abrita le Manhattan Opera Company, un ancien opéra de New York.
En 1910, le Metropolitan Opera, un autre opéra de New York, donna 1,2 million de $ à Hammerstein pour que son opéra n'utilise plus cette salle durant les dix années suivantes.
Cette salle fut ensuite utilisée pour des représentations de théâtre.
La salle fut ensuite rachetée par l'Église de l'Unification du révérend Sun Myung Moon et fut renommée Manhattan Center. En 1997, la salle subit des rénovations et fut une nouvelle fois renommée en Hammerstein Ballroom. Aujourd'hui, cette salle est utilisée comme salle de concert ou encore comme une salle de spectacles de catch.
Cette salle est connue pour être également la salle emblématique des shows de la ECW au début des années 2000. La Ring of Honor organise également régulièrement des shows dans cette salle.

## Spectacles notables

### Concerts
De nombreux artistes ont donné des concerts dans cette salle, notamment Kylie Minogue, 30 Seconds to Mars, Swedish House Mafia, The Black Crowes, Bryan Adams ou encore les Pixies. D'autres émissions musicales comme America's Got Talent, ont également été enregistrées dans cette salle.

### Catch
- ECW Massacre on 34th Street (premier pay-per-view de la ECW)
- ECW Guilty as Charged 2001
- ECW One Night Stand (2005)
- ECW One Night Stand (2006) (le seul show où le WWE Championship fut en jeu)
- ROH Final Battle 2011
- War of the Worlds 2014 (show coproduit entre la ROH et la NJPW)